# Mezinárodní šermířská federace
Mezinárodní šermířská federace (FIE, francouzsky: Fédération Internationale d'Escrime) je mezinárodní nezisková organizace sdružující národní šermířské svazy za účelem propagace a rozvoje šermu ve světě a spojující šermíře všech zemí. Vrcholným orgánem FIE je výkonná rada volená na kongresu FIE. Stanovy a pravidla FIE jsou závazná pro všechny členy FIE. V současné době FIE sdružuje 148 národních šermířských svazů. Sídlo FIE je ve švýcarském Lausanne.

## Historie
Mezinárodní šermířská federace byla založena na základě kongresu šermířů konaném v Gentu z iniciativy pana René Lacrois 29. listopadu 1913 v Paříži devíti šermířskými federacemi a spolky. Mezi zakládající členy FIE se řadí i Český šermířský klub Riegel.

## Seznam zakládajících federací a spolků
- Deutsche Fechterbund, zástupce: Erckraht de Bary (Německo)
- Fédération Belge des cercles d’escrime, zástupci: Georges Renard, Charles Cnoops, Alnbert Sarens a Paul Anspach (Belgie)
- Český šermířský klub „Riegel“, zástupci: Jaroslav Tuček a V. c. Vaníček (Čechy)
- Fédération nationale Française d’escrime, zástupci: markýz de Chasseloup-Laubat, Bruneau de Lahorie, René Lacroix a Bernard Gravier (Francie)
- Amateur Fencing Association, zástupce: Edgar Seligman (Velká Británie)
- Koninklikje Nederlandsche Amateur Schermbond, zástupce: por. A. E. W. de Jong (Holandsko)
- Magyar vivó szövetség, zástupci: Dr. Béla Nagy a Dr. Pierre Thot (Maďarsko)
- Norges Fekterforbudn, který z titulu plné moci zastupoval (Norsko) markýz de Chasseloup-Laubat
- Federazione nacionale Italiana di scherma, zástupce: Giuseppe di Valle (Itálie)